# Jan Jabłoński (polityk)
Jan Jabłoński (ur. 20 marca 1919 w Piotrkowie Trybunalskim, zm. 11 listopada 1999 w Białymstoku) – polski działacz komunistyczny i partyjny, poseł na Sejm PRL I kadencji, I sekretarz Komitetów Wojewódzkich PZPR w Szczecinie i Białymstoku.

## Życiorys
Syn Józefa i Małgorzaty, z zawodu hutnik szkła. W młodości należał do Komunistycznego Związku Młodzieży Polski. W 1937 skazany na trzy lata więzienia za działalność komunistyczną, z więzienia w Drohobyczu uwolniła go we wrześniu 1939 Armia Czerwona. Podjął następnie współpracę z radzieckimi władzami. W latach 1945–1947 zasiadał w Krajowej Radzie Narodowej z rekomendacji Związku Walki Młodych. Od 1945 członek Polskiej Partii Robotnicznej, następnie od grudnia 1948 Polskiej Zjednoczonej Partii Robotniczej. Delegat na I i II Kongres PPR, Kongres Zjednoczeniowy oraz II Kongres PZPR. W ramach Polskiej Partii Robotniczej był I sekretarzem Komitetu Miejskiego w Piotrkowie Trybunalskim (1945), a także członkiem Komitetu Wojewódzkiego w Łodzi i Komitetu Łódzkiego. Do 1949 zajmował też stanowisko szefa wojewódzkiego oddziału Związku Walki Młodych w Piotrkowie Trybunalskim i Łodzi oraz w mieście Łodzi. W 1950 został starszym instruktorem Wydziału Organizacyjnego Komitetu Centralnego PZPR.
Od 1 listopada 1951 do 1 maja 1953 (lub od 21 września 1951 do 29 listopada 1952) pozostawał I sekretarzem Komitetu Wojewódzkiego PZPR w Szczecinie. Później związany z Komitetem Łódzkim PZPR, gdzie został członkiem egzekutywy (1952–1955) i I sekretarzem (od 24/29 listopada 1952 do 9 września 1955). Od 12 września 1955 do 31 października 1956 I sekretarz KW PZPR w Białymstoku, złożył dymisję na fali odwilży październikowej i protestów przeciwko jego osobie (przyjęto ją dopiero za drugim razem). Od 1954 zastępca członka Komitetu Centralnego partii (według innych źródeł członek Komitetu Centralnego). W latach 1952–1956 zasiadał w Sejmie PRL z okręgu Stargard Szczeciński. W 1957 został zatrudniony w Wojewódzkim Zarządzie Młynów Gospodarczych w Białymstoku, w tym samym roku został szefem Wojewódzkiego Zarządu Przemysłu w Białymstoku. Później był wojewódzkim pełnomocnikiem ds. skupu złomu i pracownikiem Wojewódzkiej Rady Narodowej, a od 1972 do przejścia na emeryturę prezesem Zarządu Regionalnego Związku Spółdzielni Inwalidów w Białymstoku.
Pochowano go na Cmentarzu Miejskim w Białymstoku przy ul. Wysockiego.

## Odznaczenia
W grudniu 1983 wyróżniony Pamiątkowym Medalem z okazji 40 rocznicy powstania Krajowej Rady Narodowej.